# Godzina zero
Godzina zero (ang. Towards Zero) – powieść autorstwa Agathy Christie napisana w 1944. Pojawia się w niej nadinspektor Battle, który wystąpił również w czterech innych powieściach pisarki.
Godzina zero to moment, w którym zostaje popełnione morderstwo. Odliczanie zaczyna się dużo wcześniej – już w chwili zaplanowania zbrodni. Przez cały ten czas ma miejsce seria przypadkowych zdarzeń, wskutek których na miejsce zbrodni trafiają osoby niewinne. Tak się dzieje również w przypadku śmierci powszechnie szanowanej lady Tresilian. W chwili, gdy morderca uderza, w jej domu przebywają jej bliscy znajomi.